# Marie Adélaïde van Frankrijk
Madame Marie Adélaïde van Frankrijk (Versailles, Frankrijk, 23 maart 1732 - Triëste, 27 februari 1800) was de vierde dochter en het zesde kind van koning Lodewijk XV van Frankrijk en koningin Maria Leszczyńska, prinses van Polen. Ze was een prinses uit het huis Bourbon. Samen met haar jongere zusje, Sophie Philippine, was ze hertogin van Louvois, vanaf 1777. Ze kregen de titel van hun neef, koning Lodewijk XVI. Madame Adélaïde overleefde al haar broers en zusters.

## Jeugd

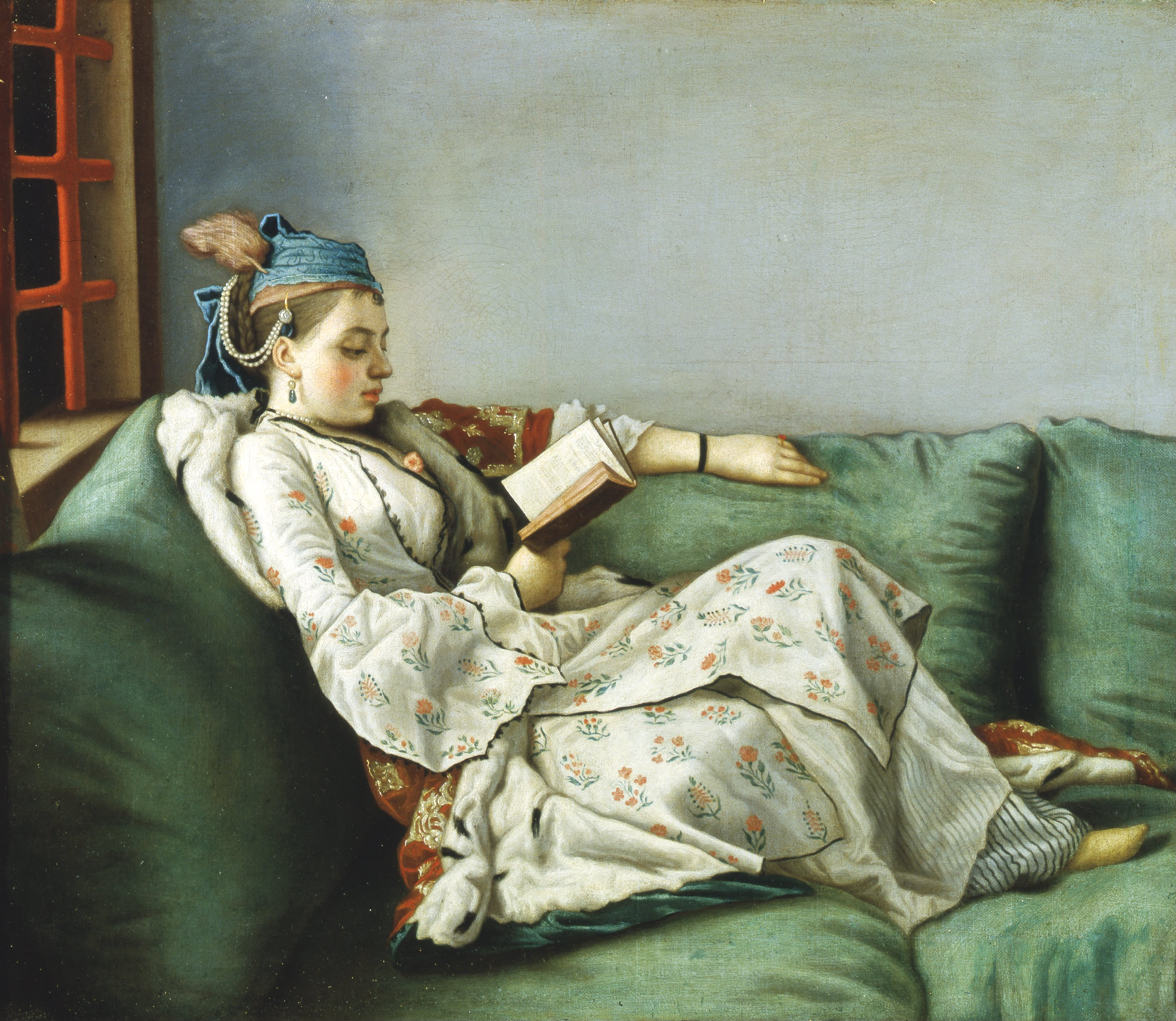
In 1753 liet Madame Adélaïde zich al lezend en in Turkse dracht portretteren door Jean-Étienne Liotard

Adélaïde werd geboren als "Madame Quatrième" (mevrouw de Vierde), tot de dood van haar oudere zuster, Marie-Louise in 1733, vanaf dat moment kreeg ze de naam "Madame Troisième" (mevrouw de Derde). Uiteindelijk werd ze beter bekend onder de naam Madame Adélaïde.  
Ze stond in de schaduw van haar oudere broer, de Dauphin Lodewijk Ferdinand, en werd eveneens geboren in het Kasteel van Versailles. Ze werd opgevoed samen met haar oudere zuster Henriëtte Anne. Haar jongere zusters werden naar de Abdij van Fontevraud gestuurd om daar hun kinderjaren door te brengen. Ze was zeer gehecht aan haar oudere broer en zussen. 

### Broers en zussen
Adélaïde had drie oudere zusters, de prinsessen: Louise Elisabeth (1727-1759), huwde met infant Filips van Spanje, later hertogin van het hertogdom Parma en Piacenza, Henriëtte Anne (1727-1752, jongere tweelingzuster van Louise-Elisabeth) en Marie Louise (1728-1733). Ze had ook twee oudere broers, de dauphin: Lodewijk Ferdinand (1729-1765), huwde infante Maria Theresia van Spanje en prinses Maria Josepha van Saksen. Haar andere broertje was prins Filips Lodewijk (1730-1733). 

Adélaïde had vier jongere zusters: Victoire Louise (1733-1799), Sophie Philippine (1734-1782), Thérèse Félicia (1736-1744) en Louise Marie (1737-1787). Alleen madame Louise Elisabeth en Lodewijk Ferdinand traden in het huwelijk. Zij zelf en haar andere zusters bleven ongehuwd en stierven kinderloos.

## Het leven in Versailles
Adélaïde, probeerde net zoals haar broer en zusters de relatie van haar vader met Madame de Pompadour, die rond 1750 begon, te dwarsbomen. Maar dit was zonder succes. Adélaïde was diep ontroerd toen haar oudere zuster Henriëtte-Anne stierf in 1752 op 25-jarige leeftijd, en later haar broer, Lodewijk, in 1765. Adélaïde werd de "leidster" van drie niet getrouwde dochters van de koning die hun kinderjaren overleefden, de anderen waren Madame Victoire en Madame Sophie. Ze vonden alle drie hun bemoediging in de muziek.
Adélaïde verachtte haar vaders laatste officiële minnares, Madame du Barry. Toen Marie Antoinette van Oostenrijk Dauphine werd in 1770 probeerde Adélaïde bij Marie Antoinette steun te vinden tegen Madame du Barry, maar toen keizerin Maria Theresia hiervan hoorde, was het snel gedaan met de steun die Marie Antoinette gaf. Dit kwam onder meer omdat de positie van Marie-Antoinette nog altijd niet zeker was aan het Franse Hof, omdat ze nog niet zwanger was geworden.

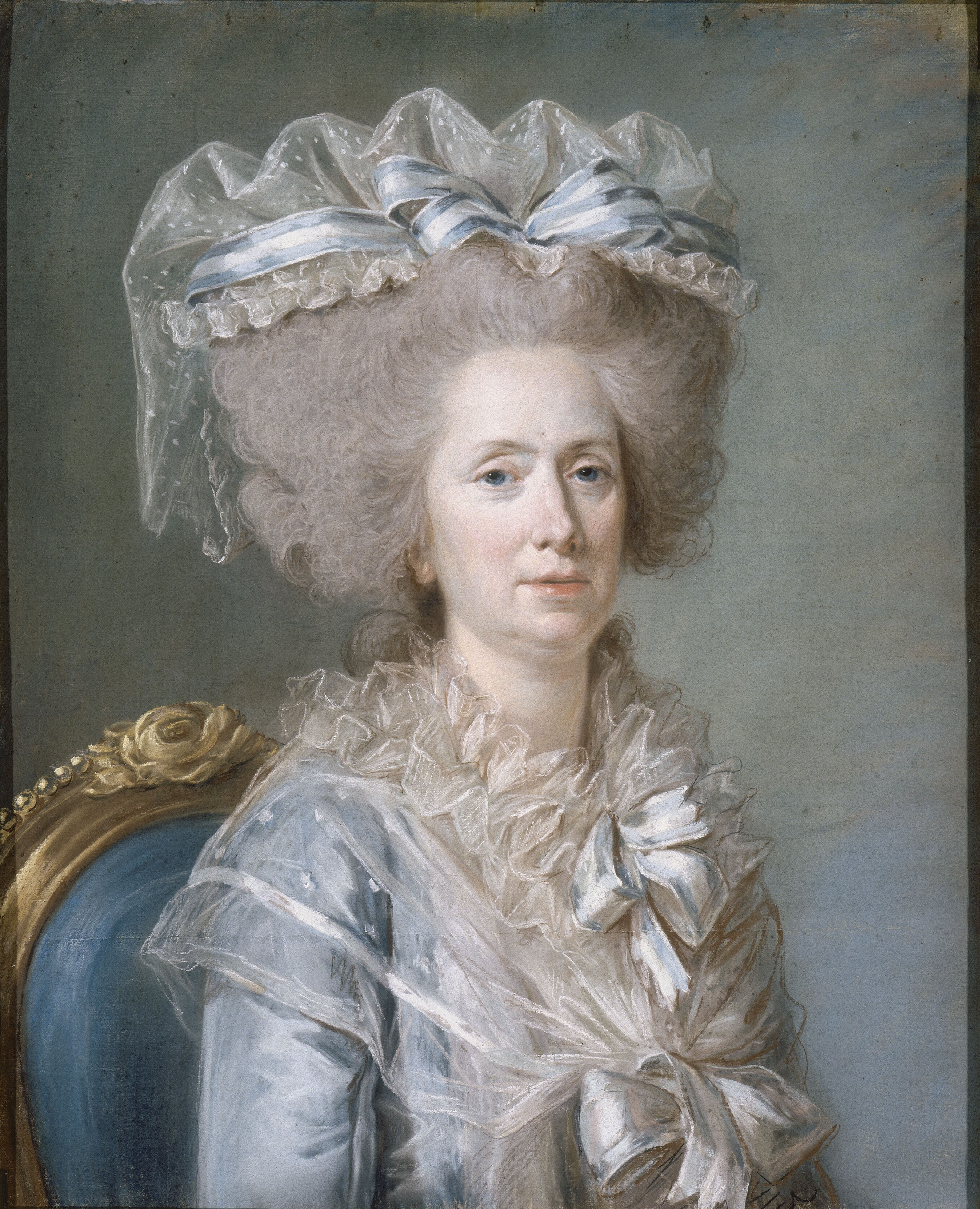
Madame Adélaïde op oudere leeftijd.

Nadat haar broer, de Dauphin, stierf in 1765, niet lang daarna gevolgd door de tweede vrouw van Lodewijk, Maria Josepha in 1767, werd Adélaïde aangewezen tot voogd van haar neefjes, waaronder de nieuwe Dauphin, dankzij het testament van haar broer. Ze moest nu de verdere opvoeding verzorgen voor de toekomstige koning van Frankrijk. Op 10 mei 1774 stierf Adélaïdes vader, koning Lodewijk XV, op 64-jarige leeftijd. Haar neefje werd toen koning, en de periode die volgde zou in de geschiedenis van Frankrijk bekendstaan als een van meest roerige periodes. De andere kinderen, behalve de nieuwe koning, waren: Lodewijk Stanislaus Xaverius (1755-1824), de latere koning Lodewijk XVIII, Karel Filips (1757-1836), de latere koning Karel X, Madame Marie Clothilde die de latere koning Karel Emanuel IV van Sardinië huwde, en Madame Élisabeth.

## Franse Revolutie en overlijden
Madame Adélaïde werd gedwongen om Versailles te verlaten samen met Madame Victoire op 6 oktober 1789, tijdens het begin van de Franse Revolutie. Samen vertrokken ze naar Château de Bellevue in Meudon.
Revolutionaire wetten tegen de Kerk dwongen Adélaïde en Victoire om te vertrekken naar Italië op 20 februari 1791. Ze werden bij Arnay-le-Duc gearresteerd en gevangen gehouden voor een paar dagen, daarna vervolgden ze hun reis naar Italië. Ze brachten een bezoek bij hun nicht Clothilde, een zus van Lodewijk XVI, die woonde in Turijn, als vrouw van de toekomstig koning van Sardinië, prins Karel Emanuel. Op 16 april 1791 arriveerden de zusters in Rome. Toen de invloed van het revolutionaire Frankrijk groeide vluchtten ze verder naar het zuiden. In 1796 werden Adélaïde en Victoire door de oudere zuster van Marie-Antoinette, koningin Maria Carolina van Napels ontvangen. In 1799 vervolgden ze hun reis naar Korfoe en uiteindelijk vestigden ze zich in Triëst in Noord-Italië. Op 7 juni 1799 stierf prinses Victoire aan borstkanker. Adélaïde stierf een jaar later op 27 februari 1800. De lichamen van Adélaïde en Victoire werden later door koning Lodewijk XVIII teruggehaald naar Frankrijk, en bijgezet in de Basiliek van Saint-Denis.

## Kwartierstaat (voorouders)
| Lodewijk van Frankrijk (1661-1711)         | Lodewijk van Frankrijk (1661-1711)         | Lodewijk van Frankrijk (1661-1711)         | Lodewijk van Frankrijk (1661-1711)         | Lodewijk van Frankrijk (1661-1711)         | Lodewijk van Frankrijk (1661-1711)         | Maria Anna Victoria van Beieren (1660-1690) | Maria Anna Victoria van Beieren (1660-1690) | Maria Anna Victoria van Beieren (1660-1690) | Maria Anna Victoria van Beieren (1660-1690) | Maria Anna Victoria van Beieren (1660-1690) | Maria Anna Victoria van Beieren (1660-1690) |                                          |                                          | Victor Amadeus II van Sardinië (1666-1732) | Victor Amadeus II van Sardinië (1666-1732) | Victor Amadeus II van Sardinië (1666-1732) | Victor Amadeus II van Sardinië (1666-1732) | Victor Amadeus II van Sardinië (1666-1732) | Victor Amadeus II van Sardinië (1666-1732) | Anne Marie van Orléans (1669-1728)    | Anne Marie van Orléans (1669-1728)    | Anne Marie van Orléans (1669-1728) | Anne Marie van Orléans (1669-1728) | Anne Marie van Orléans (1669-1728)       | Anne Marie van Orléans (1669-1728)       |                                          |                                          | Rafał Leszczyński (1650–1703)            | Rafał Leszczyński (1650–1703)            | Rafał Leszczyński (1650–1703) | Rafał Leszczyński (1650–1703) | Rafał Leszczyński (1650–1703)      | Rafał Leszczyński (1650–1703)      | Anna Leszczyńska (1660–1727)       | Anna Leszczyńska (1660–1727)       | Anna Leszczyńska (1660–1727)       | Anna Leszczyńska (1660–1727)       | Anna Leszczyńska (1660–1727)  | Anna Leszczyńska (1660–1727)  |                                             |                                             | Jan Karol Opaliński (1642-1695)             | Jan Karol Opaliński (1642-1695)             | Jan Karol Opaliński (1642-1695)             | Jan Karol Opaliński (1642-1695)             | Jan Karol Opaliński (1642-1695) | Jan Karol Opaliński (1642-1695) | Zofia Czarnkowska (1660-1701)   | Zofia Czarnkowska (1660-1701)   | Zofia Czarnkowska (1660-1701) | Zofia Czarnkowska (1660-1701) | Zofia Czarnkowska (1660-1701) | Zofia Czarnkowska (1660-1701) |  |  |  |  |  |  |  |  |  |  |  |  |  |  |  |  |  |  |  |  |  |  |  |  |  |  |  |  |  |  |  |  |  |  |  |  |  |  |  |  |  |  |  |  |  |  |  |  |
| Lodewijk van Frankrijk (1661-1711)         | Lodewijk van Frankrijk (1661-1711)         | Lodewijk van Frankrijk (1661-1711)         | Lodewijk van Frankrijk (1661-1711)         | Lodewijk van Frankrijk (1661-1711)         | Lodewijk van Frankrijk (1661-1711)         | Maria Anna Victoria van Beieren (1660-1690) | Maria Anna Victoria van Beieren (1660-1690) | Maria Anna Victoria van Beieren (1660-1690) | Maria Anna Victoria van Beieren (1660-1690) | Maria Anna Victoria van Beieren (1660-1690) | Maria Anna Victoria van Beieren (1660-1690) |                                          |                                          | Victor Amadeus II van Sardinië (1666-1732) | Victor Amadeus II van Sardinië (1666-1732) | Victor Amadeus II van Sardinië (1666-1732) | Victor Amadeus II van Sardinië (1666-1732) | Victor Amadeus II van Sardinië (1666-1732) | Victor Amadeus II van Sardinië (1666-1732) | Anne Marie van Orléans (1669-1728)    | Anne Marie van Orléans (1669-1728)    | Anne Marie van Orléans (1669-1728) | Anne Marie van Orléans (1669-1728) | Anne Marie van Orléans (1669-1728)       | Anne Marie van Orléans (1669-1728)       |                                          |                                          | Rafał Leszczyński (1650–1703)            | Rafał Leszczyński (1650–1703)            | Rafał Leszczyński (1650–1703) | Rafał Leszczyński (1650–1703) | Rafał Leszczyński (1650–1703)      | Rafał Leszczyński (1650–1703)      | Anna Leszczyńska (1660–1727)       | Anna Leszczyńska (1660–1727)       | Anna Leszczyńska (1660–1727)       | Anna Leszczyńska (1660–1727)       | Anna Leszczyńska (1660–1727)  | Anna Leszczyńska (1660–1727)  |                                             |                                             | Jan Karol Opaliński (1642-1695)             | Jan Karol Opaliński (1642-1695)             | Jan Karol Opaliński (1642-1695)             | Jan Karol Opaliński (1642-1695)             | Jan Karol Opaliński (1642-1695) | Jan Karol Opaliński (1642-1695) | Zofia Czarnkowska (1660-1701)   | Zofia Czarnkowska (1660-1701)   | Zofia Czarnkowska (1660-1701) | Zofia Czarnkowska (1660-1701) | Zofia Czarnkowska (1660-1701) | Zofia Czarnkowska (1660-1701) |  |  |  |  |  |  |  |  |  |  |  |  |  |  |  |  |  |  |  |  |  |  |  |  |  |  |  |  |  |  |  |  |  |  |  |  |  |  |  |  |  |  |  |  |  |  |  |  |
|                                            |                                            |                                            |                                            |                                            |                                            |                                             |                                             |                                             |                                             |                                             |                                             |                                          |                                          |                                            |                                            |                                            |                                            |                                            |                                            |                                       |                                       |                                    |                                    |                                          |                                          |                                          |                                          |                                          |                                          |                               |                               |                                    |                                    |                                    |                                    |                                    |                                    |                               |                               |                                             |                                             |                                             |                                             |                                             |                                             |                                 |                                 |                                 |                                 |                               |                               |                               |                               |  |  |  |  |  |  |  |  |  |  |  |  |  |  |  |  |  |  |  |  |  |  |  |  |  |  |  |  |  |  |  |  |  |  |  |  |  |  |  |  |  |  |  |  |  |  |  |  |
|                                            |                                            |                                            |                                            | Lodewijk van Frankrijk (1682-1712)         | Lodewijk van Frankrijk (1682-1712)         | Lodewijk van Frankrijk (1682-1712)          | Lodewijk van Frankrijk (1682-1712)          | Lodewijk van Frankrijk (1682-1712)          | Lodewijk van Frankrijk (1682-1712)          |                                             |                                             |                                          |                                          |                                            |                                            | Maria Adelheid van Savoye (1685-1712)      | Maria Adelheid van Savoye (1685-1712)      | Maria Adelheid van Savoye (1685-1712)      | Maria Adelheid van Savoye (1685-1712)      | Maria Adelheid van Savoye (1685-1712) | Maria Adelheid van Savoye (1685-1712) |                                    |                                    |                                          |                                          |                                          |                                          |                                          |                                          |                               |                               | Stanislaus Leszczyński (1677-1766) | Stanislaus Leszczyński (1677-1766) | Stanislaus Leszczyński (1677-1766) | Stanislaus Leszczyński (1677-1766) | Stanislaus Leszczyński (1677-1766) | Stanislaus Leszczyński (1677-1766) |                               |                               |                                             |                                             |                                             |                                             | Catharina Opalińska (1680-1747)             | Catharina Opalińska (1680-1747)             | Catharina Opalińska (1680-1747) | Catharina Opalińska (1680-1747) | Catharina Opalińska (1680-1747) | Catharina Opalińska (1680-1747) |                               |                               |                               |                               |  |  |  |  |  |  |  |  |  |  |  |  |  |  |  |  |  |  |  |  |  |  |  |  |  |  |  |  |  |  |  |  |  |  |  |  |  |  |  |  |  |  |  |  |  |  |  |  |
|                                            |                                            |                                            |                                            | Lodewijk van Frankrijk (1682-1712)         | Lodewijk van Frankrijk (1682-1712)         | Lodewijk van Frankrijk (1682-1712)          | Lodewijk van Frankrijk (1682-1712)          | Lodewijk van Frankrijk (1682-1712)          | Lodewijk van Frankrijk (1682-1712)          |                                             |                                             |                                          |                                          |                                            |                                            | Maria Adelheid van Savoye (1685-1712)      | Maria Adelheid van Savoye (1685-1712)      | Maria Adelheid van Savoye (1685-1712)      | Maria Adelheid van Savoye (1685-1712)      | Maria Adelheid van Savoye (1685-1712) | Maria Adelheid van Savoye (1685-1712) |                                    |                                    |                                          |                                          |                                          |                                          |                                          |                                          |                               |                               | Stanislaus Leszczyński (1677-1766) | Stanislaus Leszczyński (1677-1766) | Stanislaus Leszczyński (1677-1766) | Stanislaus Leszczyński (1677-1766) | Stanislaus Leszczyński (1677-1766) | Stanislaus Leszczyński (1677-1766) |                               |                               |                                             |                                             |                                             |                                             | Catharina Opalińska (1680-1747)             | Catharina Opalińska (1680-1747)             | Catharina Opalińska (1680-1747) | Catharina Opalińska (1680-1747) | Catharina Opalińska (1680-1747) | Catharina Opalińska (1680-1747) |                               |                               |                               |                               |  |  |  |  |  |  |  |  |  |  |  |  |  |  |  |  |  |  |  |  |  |  |  |  |  |  |  |  |  |  |  |  |  |  |  |  |  |  |  |  |  |  |  |  |  |  |  |  |
|                                            |                                            |                                            |                                            |                                            |                                            |                                             |                                             |                                             |                                             | Lodewijk XV van Frankrijk (1710-1774)       | Lodewijk XV van Frankrijk (1710-1774)       | Lodewijk XV van Frankrijk (1710-1774)    | Lodewijk XV van Frankrijk (1710-1774)    | Lodewijk XV van Frankrijk (1710-1774)      | Lodewijk XV van Frankrijk (1710-1774)      |                                            |                                            |                                            |                                            |                                       |                                       |                                    |                                    |                                          |                                          |                                          |                                          |                                          |                                          |                               |                               |                                    |                                    |                                    |                                    |                                    |                                    | Maria Leszczyńska (1703-1768) | Maria Leszczyńska (1703-1768) | Maria Leszczyńska (1703-1768)               | Maria Leszczyńska (1703-1768)               | Maria Leszczyńska (1703-1768)               | Maria Leszczyńska (1703-1768)               |                                             |                                             |                                 |                                 |                                 |                                 |                               |                               |                               |                               |  |  |  |  |  |  |  |  |  |  |  |  |  |  |  |  |  |  |  |  |  |  |  |  |  |  |  |  |  |  |  |  |  |  |  |  |  |  |  |  |  |  |  |  |  |  |  |  |
|                                            |                                            |                                            |                                            |                                            |                                            |                                             |                                             |                                             |                                             | Lodewijk XV van Frankrijk (1710-1774)       | Lodewijk XV van Frankrijk (1710-1774)       | Lodewijk XV van Frankrijk (1710-1774)    | Lodewijk XV van Frankrijk (1710-1774)    | Lodewijk XV van Frankrijk (1710-1774)      | Lodewijk XV van Frankrijk (1710-1774)      |                                            |                                            |                                            |                                            |                                       |                                       |                                    |                                    |                                          |                                          |                                          |                                          |                                          |                                          |                               |                               |                                    |                                    |                                    |                                    |                                    |                                    | Maria Leszczyńska (1703-1768) | Maria Leszczyńska (1703-1768) | Maria Leszczyńska (1703-1768)               | Maria Leszczyńska (1703-1768)               | Maria Leszczyńska (1703-1768)               | Maria Leszczyńska (1703-1768)               |                                             |                                             |                                 |                                 |                                 |                                 |                               |                               |                               |                               |  |  |  |  |  |  |  |  |  |  |  |  |  |  |  |  |  |  |  |  |  |  |  |  |  |  |  |  |  |  |  |  |  |  |  |  |  |  |  |  |  |  |  |  |  |  |  |  |
|                                            |                                            |                                            |                                            |                                            |                                            |                                             |                                             |                                             |                                             |                                             |                                             |                                          |                                          |                                            |                                            |                                            |                                            |                                            |                                            |                                       |                                       |                                    |                                    |                                          |                                          |                                          |                                          |                                          |                                          |                               |                               |                                    |                                    |                                    |                                    |                                    |                                    |                               |                               |                                             |                                             |                                             |                                             |                                             |                                             |                                 |                                 |                                 |                                 |                               |                               |                               |                               |  |  |  |  |  |  |  |  |  |  |  |  |  |  |  |  |  |  |  |  |  |  |  |  |  |  |  |  |  |  |  |  |  |  |  |  |  |  |  |  |  |  |  |  |  |  |  |  |
|                                            |                                            |                                            |                                            |                                            |                                            |                                             |                                             |                                             |                                             |                                             |                                             |                                          |                                          |                                            |                                            |                                            |                                            |                                            |                                            |                                       |                                       |                                    |                                    |                                          |                                          |                                          |                                          |                                          |                                          |                               |                               |                                    |                                    |                                    |                                    |                                    |                                    |                               |                               |                                             |                                             |                                             |                                             |                                             |                                             |                                 |                                 |                                 |                                 |                               |                               |                               |                               |  |  |  |  |  |  |  |  |  |  |  |  |  |  |  |  |  |  |  |  |  |  |  |  |  |  |  |  |  |  |  |  |  |  |  |  |  |  |  |  |  |  |  |  |  |  |  |  |
| Louise Elisabeth van Frankrijk (1727-1759) | Louise Elisabeth van Frankrijk (1727-1759) | Louise Elisabeth van Frankrijk (1727-1759) | Louise Elisabeth van Frankrijk (1727-1759) | Louise Elisabeth van Frankrijk (1727-1759) | Louise Elisabeth van Frankrijk (1727-1759) |                                             |                                             | Henriëtte Anne van Frankrijk (1727-1752)    | Henriëtte Anne van Frankrijk (1727-1752)    | Henriëtte Anne van Frankrijk (1727-1752)    | Henriëtte Anne van Frankrijk (1727-1752)    | Henriëtte Anne van Frankrijk (1727-1752) | Henriëtte Anne van Frankrijk (1727-1752) |                                            |                                            | Lodewijk van Frankrijk (1729-1765)         | Lodewijk van Frankrijk (1729-1765)         | Lodewijk van Frankrijk (1729-1765)         | Lodewijk van Frankrijk (1729-1765)         | Lodewijk van Frankrijk (1729-1765)    | Lodewijk van Frankrijk (1729-1765)    |                                    |                                    | Marie Adélaïde van Frankrijk (1732−1800) | Marie Adélaïde van Frankrijk (1732−1800) | Marie Adélaïde van Frankrijk (1732−1800) | Marie Adélaïde van Frankrijk (1732−1800) | Marie Adélaïde van Frankrijk (1732−1800) | Marie Adélaïde van Frankrijk (1732−1800) |                               |                               | Victoire van Frankrijk (1733−1799) | Victoire van Frankrijk (1733−1799) | Victoire van Frankrijk (1733−1799) | Victoire van Frankrijk (1733−1799) | Victoire van Frankrijk (1733−1799) | Victoire van Frankrijk (1733−1799) |                               |                               | Sophie Philippine van Frankrijk (1734−1782) | Sophie Philippine van Frankrijk (1734−1782) | Sophie Philippine van Frankrijk (1734−1782) | Sophie Philippine van Frankrijk (1734−1782) | Sophie Philippine van Frankrijk (1734−1782) | Sophie Philippine van Frankrijk (1734−1782) |                                 |                                 | 1 broer en 3 zusters            | 1 broer en 3 zusters            | 1 broer en 3 zusters          | 1 broer en 3 zusters          | 1 broer en 3 zusters          | 1 broer en 3 zusters          |  |  |  |  |  |  |  |  |  |  |  |  |  |  |  |  |  |  |  |  |  |  |  |  |  |  |  |  |  |  |  |  |  |  |  |  |  |  |  |  |  |  |  |  |  |  |  |  |

## Galerij
Hier onder vier portretten van belangrijke personen in het leven van Madame Adélaïde:

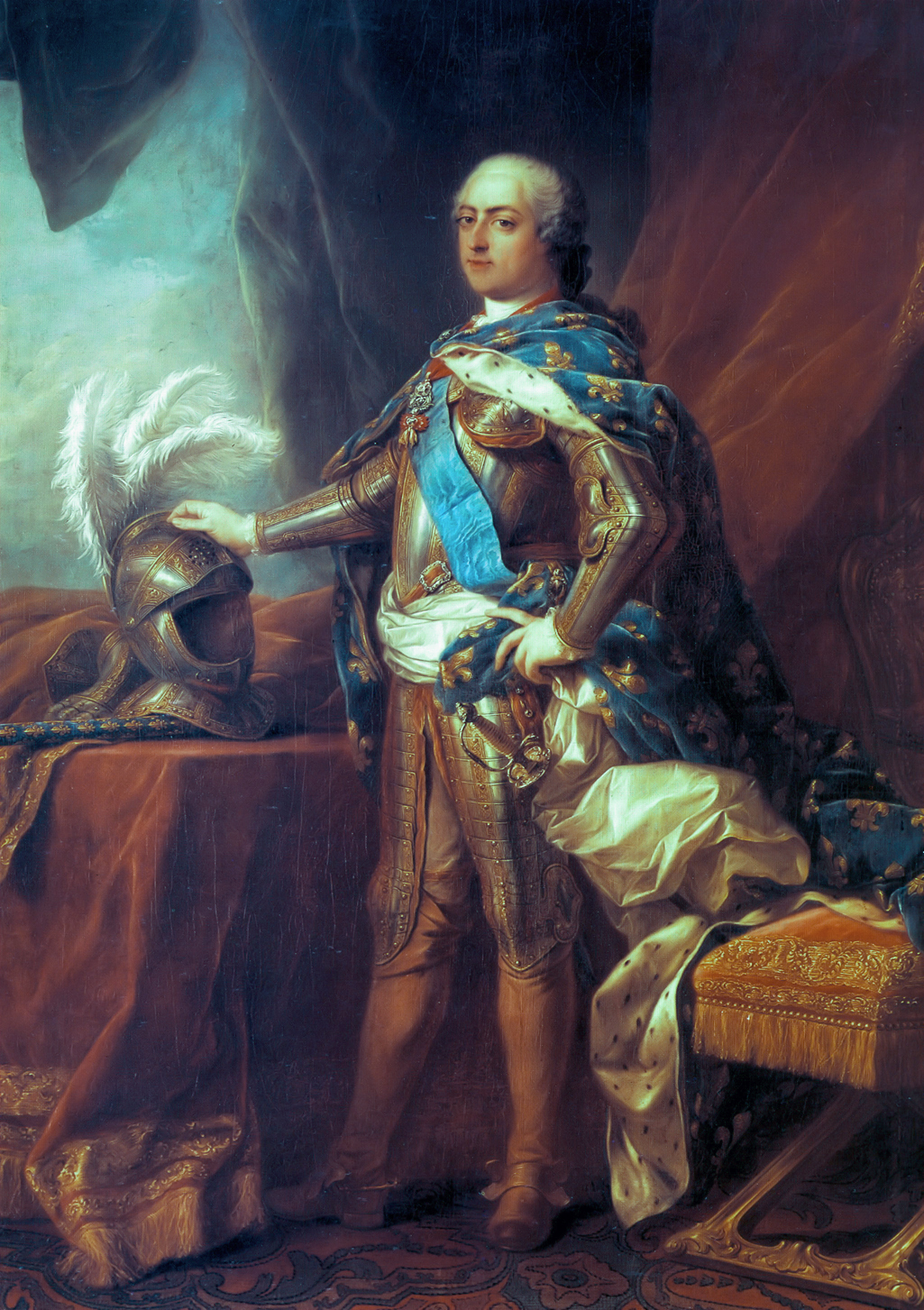
De vader van Madame Adélaïde, koning Lodewijk XV van Frankrijk.
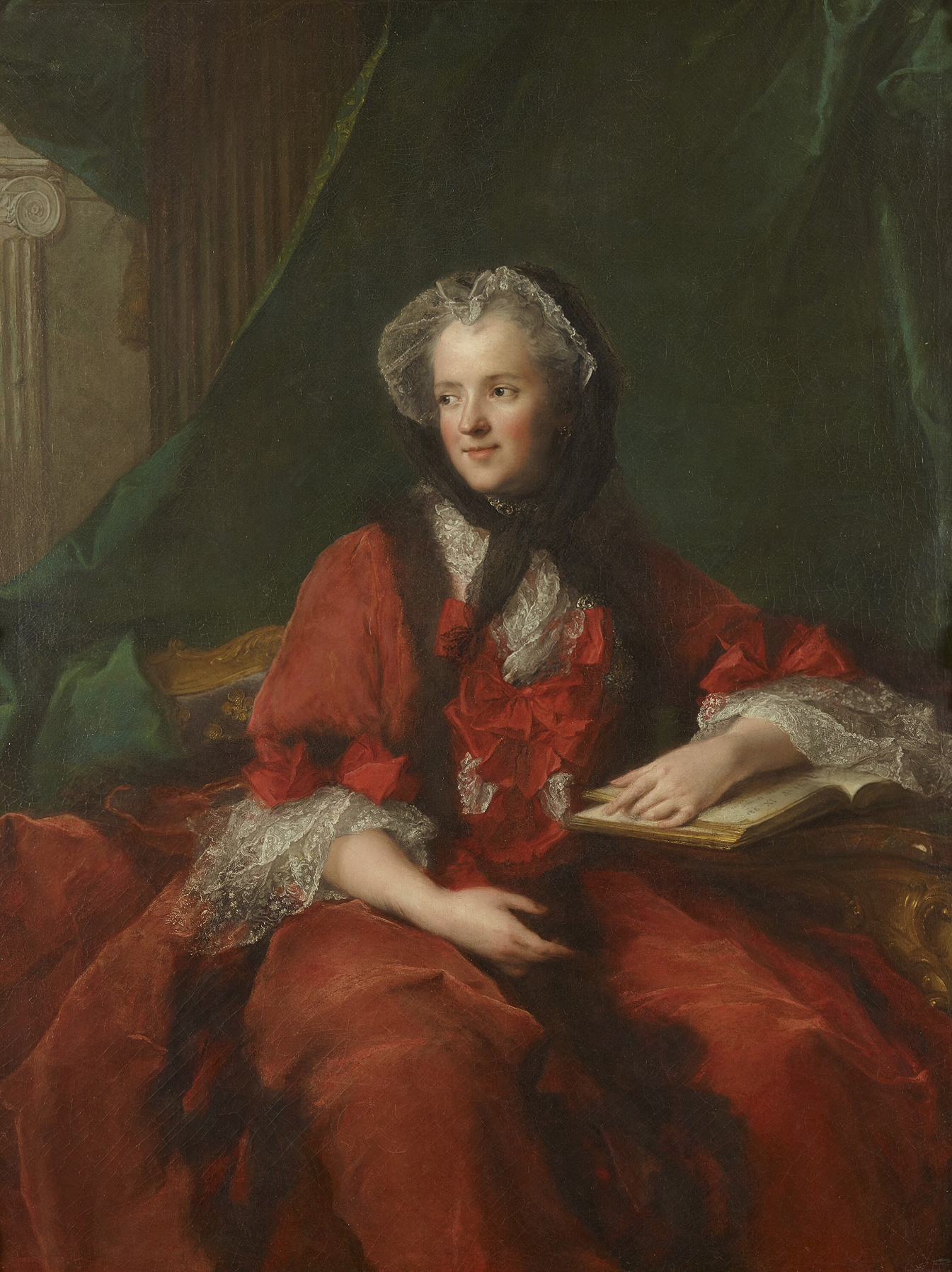
Adélaïde's moeder, koningin Maria Leszczyńska. Maria Leszczyńska was de dochter van koning Stanislaus I van Polen en koningin Catharina Opalińska.
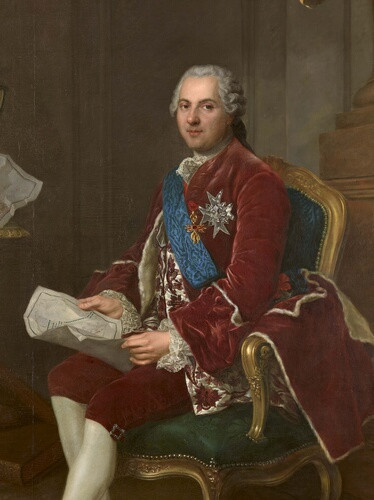
Haar oudere broer, de Dauphin Lodewijk Ferdinand.
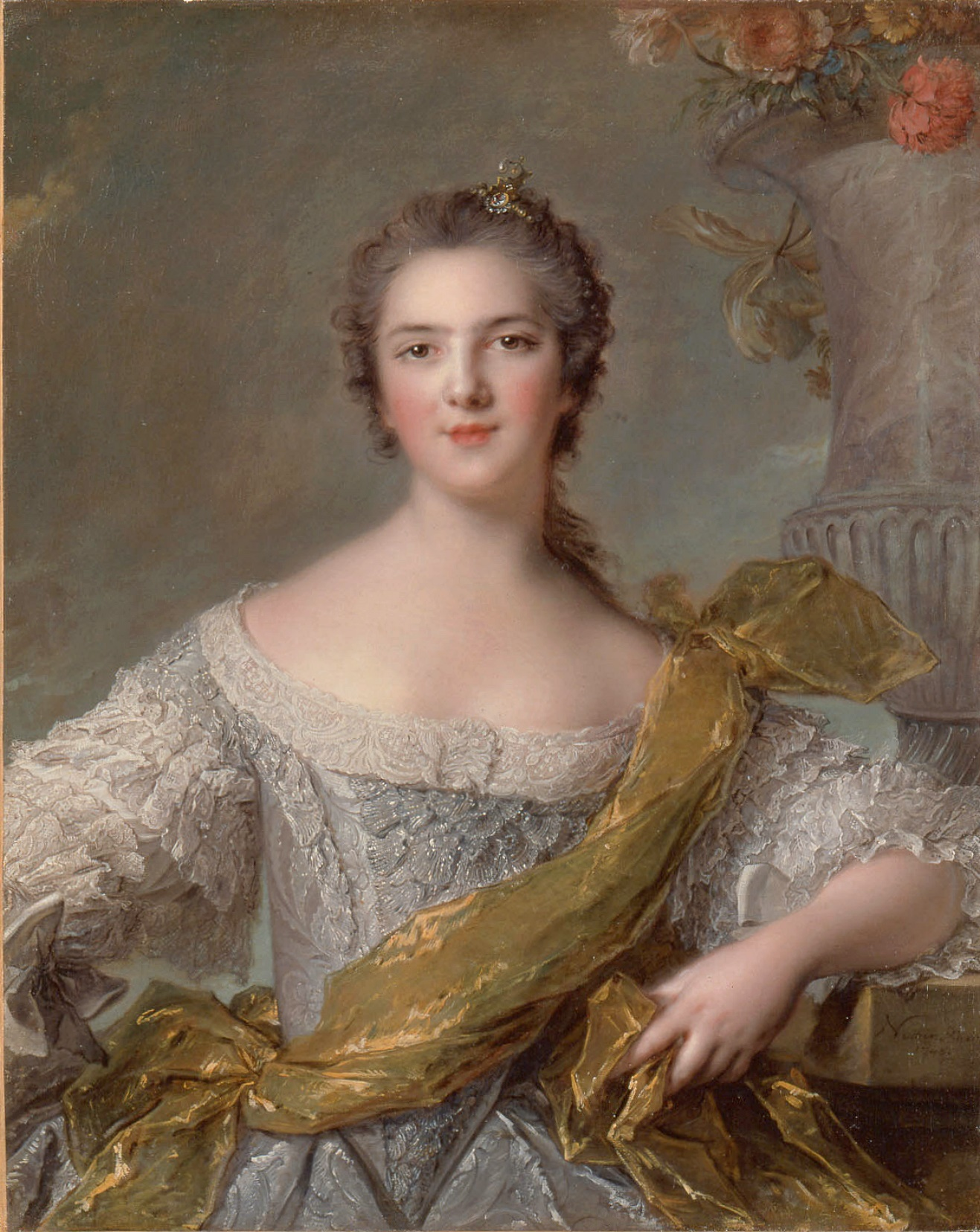
Haar jongere zus, madame Victoire Louise, met wie Adélaïde in ballingschap ging.